# Cryptus emphytorum
Cryptus emphytorum là một loài tò vò trong họ Ichneumonidae.